# 神津梓
神津 梓（こうづ あずさ）は、MBSラジオのプロデューサー。ラジオ番組『ゴチャ・まぜっ!』、『イマドキッ』シリーズのプロデューサー。

## 人物
- 関西大学出身。高校時代はラグビー部。
- 1985年毎日放送入社。同期に子守康範、森本栄浩、虫明洋一（2021年6月より毎日放送社長。同社のラテ兼営時代にはラジオ局長を歴任）、高山将行（2022年6月よりMBSメディアホールディングス社長）、宮前徳弘らがいる。入社以来還暦を超えた現在に至るまで、ほぼ一貫して若者向け深夜番組を手掛けている事で知られる。
- 1999年当時15歳だった女性タレントを深夜の生放送ラジオに出演させていたとして、タレントの所属事務所のスタッフ3名と共に、労働基準法違反で大阪府警により書類送検された、後に不起訴。当該の女性タレントは書類送検が報じられる以前に降板していた。
- 野菜を食べたことがない。
- ナンシー関に檄似。
- 親しい人は「ずーこーさん」と呼んでいる。
- パーマネントを当てていた時、よゐこから「地獄パーマ」と名づけられる。
- 学生時代は松田聖子のファンだった。

## 担当番組
- イマドキッ ドゥフドゥフ90分（2007年4月 - ）
- オレたちゴチャ・まぜっ!〜集まれヤンヤン〜（2009年4月 - ）
- クリス松村のザ・ヒットスタジオ（2011年10月 - ）
- えびちゅう☆なんやねん（2013年10月 - ）（※2013年10月 - 2024年4月までは『エビ中☆なんやねん』という番組名であった。）
- アッパレやってまーす!（2014年4月 - ）
- ゴチャ・まぜっ天国!（2015年1月 - ）
- 犬山の遠吠え!やってまーす（2020年4月 - ）
- 増田貴久・中丸雄一のますまるらじお（2021年4月 - ）

終了番組
- Radio THIS（1988年4月 - 1992年9月）
- 菊池桃子 WAKU WAKU 桃コール（1990年3月 - 1992年4月）
- オレたちやってま〜す（1997年10月 - 2003年3月）
- 眞鍋かをりの特命少女（2003年4月 - 2004年3月）
- オレたちのヒロイン（2003年10月 - 2004年9月）
- オレたちヒーロー（2003年10月 - 2004年3月）
- YOUNG PARK（2003年10月 - 2005年9月）
- ゴチャ・まぜっ!（2005年10月 - 2014年3月）
- ゴチャ2（2006年4月 - 9月）
- やきぐりバンバン（2009年4月 - 10月）
- パックンたまご（2010年10月 - 2014年3月）
- テゴマスのらじお（2011年10月 - 2020年6月）
- オレたちゴチャ・まぜっ!（2014年4月 - 2015年3月）
- AKB48木﨑ゆりあ オトナやってまーす!（2014年10月 - 2016年3月25日）
- ザ・ヒットスタジオ(木)（2017年4月 - 2018年12月）
- ゼンミセやってまーす!（2019年4月 - 9月）
- ちょこっとやってまーす!（2014年4月 - 2020年3月）
- 極楽とんぼオレたちちょこっとやってまーす!（2017年4月 - 2020年3月）
- アッパレ!ラジオトーカーやってまーす（2019年7月 - 2020年4月）
- ますますらじお（2020年7月 - 2021年3月）
- ザ・ヒットスタジオ(火)（2016年10月 - 2021年9月）
- ザ・ヒットスタジオ(水)（2017年4月 - 2021年9月）
- オレたちやってマンデー（2018年4月 - 2021年9月）
- オレたちやってみるく!（2019年2月 - 2021年9月）
- めっちゃ!祭nine.（2018年4月 - 2022年4月）
- MBSヤングタウン